# Oskar Widmann

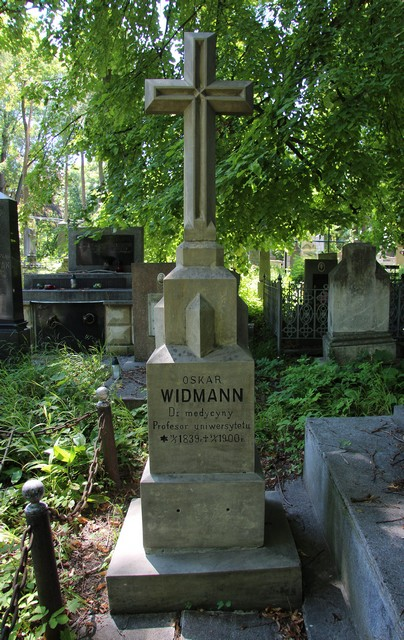

Oskar Widmann (Widman) (ur. 18 marca 1839 we Lwowie, zm. 28 stycznia 1900 tamże) – polski lekarz, profesor nadzwyczajny Uniwersytetu Lwowskiego, autor pierwszego podręcznika kardiologii w języku polskim.
Syn Józefa. Po ukończeniu gimnazjum w Preszburgu studiował medycynę na Uniwersytecie Wiedeńskim i Uniwersytecie Jagiellońskim. 24 października 1866 roku uzyskał stopień doktora nauk medycznych. W 1864–1866 był asystentem na katedrze fizjologii u Gustawa Piotrowskiego. Od 1867 pracował na oddziale chorób wewnętrznych w Szpitalu Powszechnym we Lwowie, od 1870 prymariusz tego szpitala. W roku 1897 mianowany bez uprzedniej habilitacji docentem szczegółowej patologii i terapii chorób wewnętrznych Uniwersytetu Lwowskiego, a w dniu 6 grudnia 1899 otrzymał od cesarza Franciszka Józefa tytuł profesora nadzwyczajnego. Od 1889 członek c.k. Rady Zdrowia. Zmarł w 1900 roku.

## Wybrane prace
- Choroby serca i tętnic w zarysie[8]. Kraków: Pobudkiewicz, 1879
- Choroby serca i wielkich pni naczyniowych. Warszawa: Kowalewski, 1884
- O influenzy we Lwowie
- O zapaleniu płuc włóknikowem[9]